# Cinco tribos civilizadas

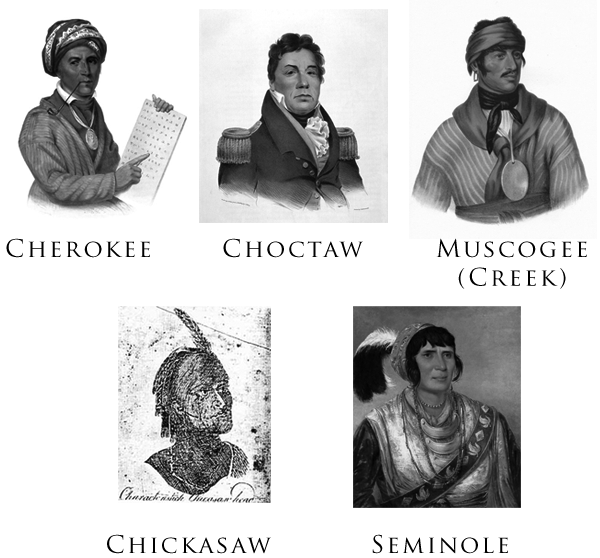
Representação de nativos das cinco tribos indígenas civilizadas

Cinco tribo civilizadas (em inglês: Five Civilized Tribes) é a denominação dada aos cinco primeiros povos indígenas que os colonizadores anglo-europeus consideraram ter adotado padrões de  civilização compatíveis com sua visão de mundo, ou seja, valores e padrões culturais do colonizador, tais como cristianismo, governos centralizados, alfabetização, participação no mercado, constituições escritas, casamentos com americanos brancos, exploração agrícola do tipo plantation, com emprego de mão de obra escrava. Habitantes do sudeste dos Estados Unidos, esses cinco povos foram os Muskogi ou Muskogee (também conhecidos como Creek), os Chickasaw, os Choctaw, os Seminole e os Cherokee.
Em princípios do século XIX conseguiram, pelos seus próprios meios, um notável desenvolvimento económico e cultural, chegando a ter leis e uma constituição.

## Deslocamentos forçados
Quando Andrew Jackson se tornou presidente dos Estados Unidos, em 1829, seu governo adotou uma linha dura em relação aos indígenas. Jackson abandonara a política de seus predecessores de tratar os diferentes grupos indígenas como nações separadas. Em vez disso, reprimiu todas tribos que reivindicavam soberania constitucional e independência das leis do Estado. Por força do Indian Removal Act, aprovado pelo Congresso em 26 de maio de  1830, e apesar das garantias contratuais que lhes haviam sido dadas pelo governo dos Estados Unidos, esses povos indígenas acabaram sendo compulsoriamente removidos de seus territórios, mediante uma série de deportações que se processaram ao longo de décadas, por vezes após lutas sangrentas. Esses povos, que viviam a leste do rio Mississippi, acabaram, portanto, sendo removidos para reservas situadas no território indígena a oeste do Mississippi (correspondente à parte leste do atual estado de Oklahoma), onde afinal poderiam ter suas próprias leis, sem interferência do Estado. A deportação mais conhecida é a chamada Trilha das Lágrimas, de 1838, com a qual o presidente Martin Van Buren rompeu o tratado de New Echota com a nação Cherokee, trocando suas terras por outras, mais a oeste.
Uma vez que os nativos foram deslocados para o território indígena, o governo mais uma vez lhes prometeu que suas terras seriam preservadas da colonização dos brancos. Ali constituíram um estado, com leis escritas e tribunais próprios, e também reorganizaram a vida económica. Mas muitos colonos não respeitaram o compromisso do governo, certos de que ficariam impunes. Finalmente, em 1893, o governo abriu a chamada  "Cherokee Strip" ('faixa Cherokee') para estender a colonização a Oklahoma. Em 1907, os territórios de Oklahoma e o território indígena foram fundidos, dando origem ao novo estado de Oklahoma. Assim termina a autonomia das cinco tribos.